# 6th Dragoon Guards
Les Carabiniers ou 6th Dragoon Guards était un régiment de cavalerie de la British Army.

## Historique
Le régiment est issu du régiment des Ninth Horse levé en 1685 en réponse à la rébellion du Duc de Monmouth lors de la première année de règne de James II. Le régiment fut ensuite nommé le Lord Lumley's Horse puis The Queen Dowager's Horse et en 1691, The King's Carabiniers.
Vers 1745-46, alors composé presque exclusivement d'Irlandais protestants, il est nommé Third Irish Horse, mais continue à être désigné comme The Carabiniers. En 1788, il est désigné comme le 6th Dragoon Guards (The Carabiniers) et le restera pendant 133 années. Le régiment se battra sous cette appellation durant les guerres napoléoniennes ; la guerre de Crimée ; la seconde guerre des Boers ; et la Première Guerre mondiale.
Le régiment prit part à la première et la seconde batailles d'Ypres, à la bataille de la Somme, à la bataille d'Arras et à celle de Longueval. Après la guerre, le régiment remplit une mission de police en Irlande de 1919 à 1922.
En juillet 1922, le 6th Dragoon Guards (The Carabiniers) rentre en Angleterre. Il fusionne alors avec le 3rd Dragoon Guards (Prince of Wales') et le régiment reçoit alors l'appellation de 3d/6th Dragoon Guards.

## Source
- (en) Cet article est partiellement ou en totalité issu de l’article de Wikipédia en anglais intitulé « Carabiniers (6th Dragoon Guards) » (voir la liste des auteurs).